# Sunstorm (album)
Sunstorm è l'omonimo disco d'esordio della band Sunstorm pubblicato nel 2005.

## Tracce
1. Keep Tonight
2. Fame and Fortune
3. Heart Over Mind
4. This is my Heart
5. Strenght Over Time
6. Another You
7. Fist Full of Heat
8. Love's Gone Wrong
9. Night Moves
10. Danger of Love
11. Making Up For Lost Time
12. Arms of Love

## Formazione
- Joe Lynn Turner – voce
- Dennis Ward – basso / Cori
- Uwe Reitenauer – chitarra
- Thorsten Koehne – chitarra
- Chris Schmidt - batteria
- Günter Werno - tastiere